# Amegilla griseotecta
Amegilla griseotecta là một loài Hymenoptera trong họ Apidae. Loài này được Cockerell mô tả khoa học năm 1946.